# Johannes Theodorus Rossijn

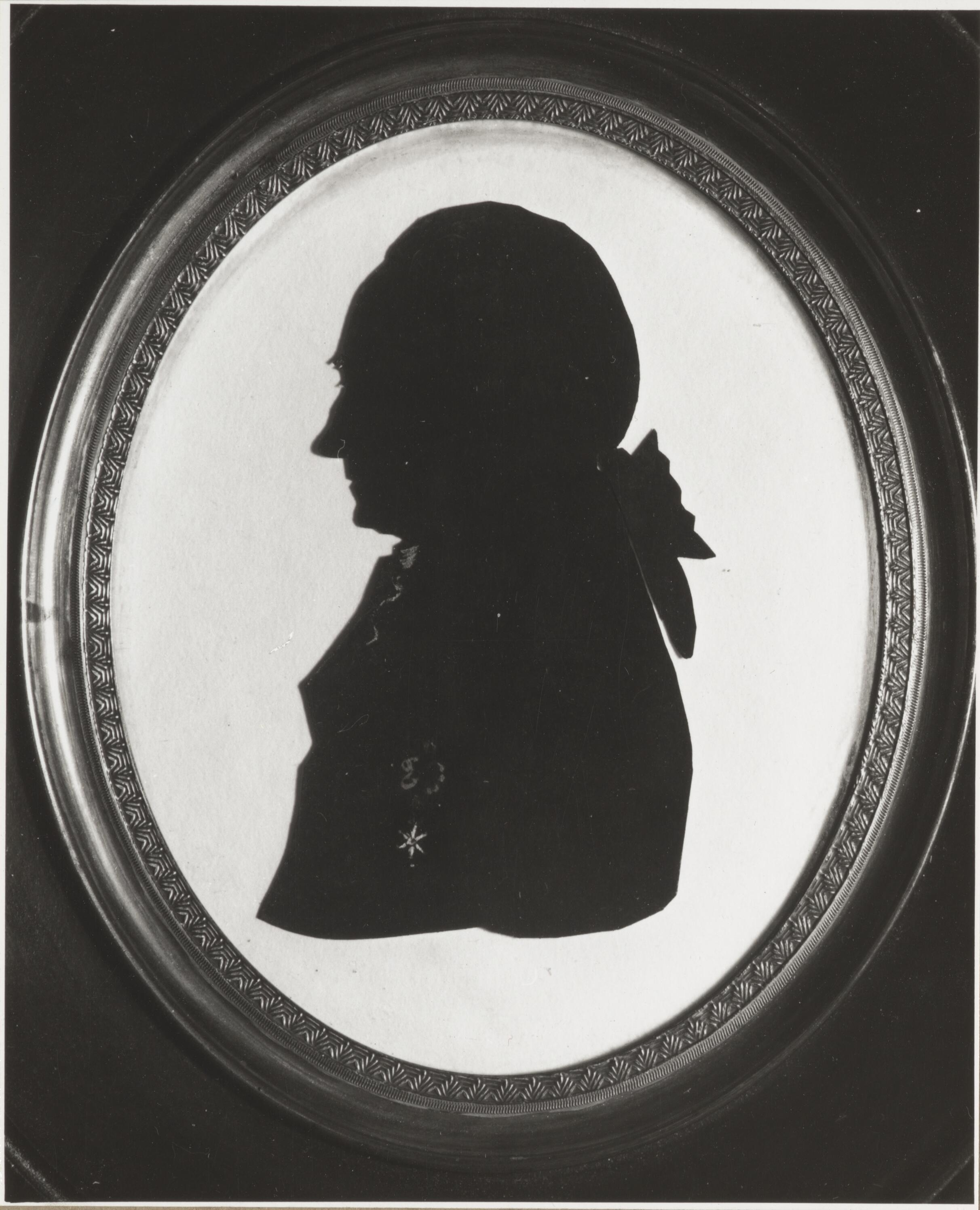
Johannes Rossijn

Johannes Theodorus Rossijn (* 18. Dezember 1744 in Noordzijpe, Provinz Nordholland; † 27. Dezember 1817 in Utrecht) war ein niederländischer Philosoph und Mathematiker.

## Leben
Der Sohn des Pfarrers Laurentius Heinrich Rossijn genoss seine erste Ausbildung in Weesp, wo er Latein und Mathematik lernte. 1761 immatrikulierte er sich an der Universität Franeker, wo er Studien bei Antonius Brugmans absolvierte. Am 10. Dezember 1762 erwarb er mit der Arbeit De tonitru et fulmine ex nova electricitatis theoria deducendis („Über Donner und Blitz nach der neuen Theorie der Elektrizität“) den akademischen Grad eines  Doktors der Philosophie. Am 15. September 1763 immatrikulierte er sich an der Universität Leiden, wo er auch Vorträge hielt und sich habilitierte.
Am 12. Januar 1765 wurde er Professor für Philosophie, Mathematik und Astronomie an der Universität Harderwijk, welches Amt er mit der Rede De philosophia ad humanitaten pertinente antrat. Hier beteiligte er sich auch an den organisatorischen Aufgaben der Hochschule und war 1767/68 Rektor der Alma Mater, welches Amt er mit der Rede De mathematicis Belgarum ingeniis niederlegte. Am 31. Juli 1775 beriefen ihn die Kuratoren der Universität Utrecht zum Professor der spekulativen Philosophie und Metaphysik an ihre Hochschule. Dieses Amt trat er am 25. September 1775 mit der Abhandlung De scientiis philosophicis ex veritate aestimandis an. In Utrecht war er ebenfalls in den Jahren 1778/79, 1796/97 sowie 1807/08 Rektor der Alma Mater. 1777 wurde er Initiator und Mitbegründer der  Natuurkundig Gezelschap te Utrecht (frei ins deutsche übersetzt: Naturkundigen Gesellschaft in Utrecht). Am 16. Oktober 1815 wurde der auch als Dichter lateinischer Verse in Erscheinung getretene Rossijn emeritiert und verstarb am raschen Verfall der Kräfte, tief betrauert von seinen Freunden und Bewunderern.

## Werke
- Dissertatio Juridica Inauguralis De Jure Patronatus / Ex Auctoritate Rectoris ... Ioh. Theod. Rossijn ... Phil., Math., & Astron. ... Professoris ... submittit Joannes Casparus Oesthoff, Monasteriensis. S.S. Theologiae Doctor ... ad S. Remigium Borckenae Canonicus Capitulares. Ad diem 10 Octob. ...  - Harderovici, 1767. Digitalisierte Ausgabe der Universitäts- und Landesbibliothek Düsseldorf
- T. Cavallo, volledige verhandeling over de electriciteit in de theorie en de praktijk. Utrecht, 1780